# Malta en los Juegos Mundiales de Breslavia 2017
Malta fue uno de los países que participaron en los Juegos Mundiales de 2017, celebrados en la ciudad de Breslavia, Polonia.
La delegación de Malta estuvo compuesta por cuatro atletas, y todos participaron en la misma disciplina, el remo bajo techo.
Este fue un deporte de exhibición, por lo que el país nunca aspiró a ingresar al medallero oficial.
Los representantes de Malta no obtuvieron ninguna medalla en el evento.

## Remo bajo techo
| Mujeres             |                     |            |    |
| Jessica Borg Ghigo  | 500 m peso abierto  | 1:36,9 min | 8  |
| Jessica Borg Ghigo  | 2000 m peso abierto | 7:25,1 min | 9  |
| Michelle Vella Wood | 2000 m peso ligero  | 8:12,4 min | 8  |
| Hombres             |                     |            |    |
| Juan Farrugia       | 2000 m peso abierto | 6:35,8 min | 14 |
| Glenn Zammit        | 2000 m peso ligero  | 6:49,5 min | 10 |

- Datos: Q35362032